# 樊家城遗址
樊家城遗址，位于中国甘肃省天水市麦积区，为一个省级文物保护单位，类型为古遗址。
樊家城遗址的历史年代为新石器时代至青铜时代。